# ميغيل غاليندو غارسيس
ميغيل غاليندو غارسيس (بالإسبانية: Miguel Galindo Garces)‏ هو متزحلق جبال الألب إسباني، ولد في 26 مارس 1981 في وشقة في إسبانيا.